# René Passet
René Passet (28 de noviembre de 1926) es un economista francés, especialista en desarrollo. Es profesor emérito de la Sorbona. Fue el primer presidente del consejo científico de ATTAC, siendo sucedido posteriormente por Dominique Plihon. Así mismo, ha sido miembro fundador del Collegium international éthique, politique et scientifique, asociación que ha querido aportar respuestas inteligentes y apropiadas que ayuden a los pueblos del mundo a encarar los nuevos desafíos contemporáneos. Es columnista de Le Monde.

## Obra
- L´Économique et le vivant, Payot, 1979

- Une Économie de rêve, Calmann Levi, 1995

- Héretiers du futur: aménagement du territoire, environnment et développement durable, DATAR, 1995

- L´Économique et le vivant (nueva edición) 1996

- La ilusión neo-liberal, 303 p. ISBN 2-080-80022-1 2000

- Éloge du mondialisme par un "anti" présumé, Fayard, 2001

- Mondialisation financière et terrorisme: la donne a-t-elle changé depuis le 11 de septembre?, con Jean Liberman

- Sortir de l’économisme (con Philippe Merlant y Jacques Robin) ed. de l’Atelier, Ivry-sur-Seine, 2003.

- Les grandes représentations du monde et de l'économie à travers l'histoire : de l'univers magique au tourbillon créateur, Les Liens qui Libèrent, 2010, 958 p. ISBN 2-9185-9708-2

- La bioéconomie de la dernière chance, Les Liens qui Libèrent, 2012, 150 p. ISBN 978-2-918597-98-8